# دیوید رینگوت
دیوید رینگوت (انگلیسی: David Ringot؛ زادهٔ ۲۲ مهٔ ۱۹۶۹) بازیکن فوتبال اهل فرانسه است.